# Le Pecore Nere (gruppo musicale)
(Le Pecore Nere, Ricordo un ragazzo)
Le Pecore Nere è stato un gruppo musicale italiano di musica beat, attivo negli anni '60.

## Storia del gruppo
Le Pecore Nere si formano a Roma all'inizio degli anni '60 dall'incontro di quattro giovanissimi appassionati di musica, Mauro Chiari proveniente dai Quiriti, da Gli Svitati e dalla Leo Di San Felice Band poi, Enrico Fusco, detto Kico, figlio del noto compositore Giovanni Fusco, Stefano Mercanti, proveniente dai Little Boys e Enzo Tarantino. Il complesso inizia ad esibirsi con successo nei migliori Night Clubs Italiani e diventerà uno dei gruppi favoriti del mitico Piper Club. Al Flamenco, un top Night di Bologna, dove Le Pecore Nere si alternavano sul palco con I Giganti, saranno notati dal Maestro Amedeo Tommasi: il celebre jazzista li proporra' all'RCA Italiana, che li mettera' sotto contratto.
Il primo 45 giri contiene Ricordo un ragazzo, canzone dedicata a Luigi Tenco (scritta da Alberto Morina e Giulio D'Ercole per il testo e da Mario Vicari e Piero Melfa per la musica) con cui il gruppo partecipa al Cantagiro 1967, e La conta, una filastrocca su musica di Teo Usuelli inserita all'interno della colonna sonora del film Il fischio al naso di Ugo Tognazzi.
Nello stesso anno il complesso realizza un album, in un'epoca dove generalmente gli artisti agli esordi puntavano ad incidere diversi singoli, prima di pubblicare il primo long playing; quest'ultimo si intitola Il nostro punto di vista, ed oltre ai due titoli già citati contiene brani originali, una reinterpretazione di Bandiera gialla di Gianni Pettenati e di Torna, versione italiana di Wild Thing dei Troggs.
Nel 1968 Le Pecore Nere appaiono nel film Il sole è di tutti di Domenico Paolella, e pubblicano il loro secondo 45 giri Luna gialla/Se non hai niente da perdere, che arriva al secondo posto in classifica in Grecia, paese in cui effettuano un tour. Il brano sul lato A (scritto da Pino Cassia per il testo e da Giovanni Fusco per la musica) viene inoltre inserito nella colonna sonora del film L'oro di Londra di Guglielmo Morandi.
Nello stesso anno la formazione si amplia con l'ingresso di una sezione fiati (al sax Michele Bovi proveniente dai Boa Boa di Pierfranco Colonna, alla tromba Alberico Pironti proveniente dai Novelty di Fausto Leali, al fagotto Claudio Leonardi proveniente dall'Orchestra Scarlatti di Napoli) dopodiché Mauro Chiari lascia il gruppo, e viene sostituito da Maurizio Aloisi (proveniente da Angel and the Brains).
Nel 1969 Le Pecore Nere cambiano casa discografica passando alla Diamant del Maestro Furio Rendine, con la quale pubblicano il 45 giri Il bianco e il nero/Io non vorrei; la canzone sul primo lato diventa la sigla del programma televisivo Dama Quiz, ciononostante il gruppo si scioglie l'anno successivo.
Kiko Fusco entra, pochi anni dopo, nella Schola Cantorum.
Mauro Chiari dopo una esperienza professionale quadriennale come dirigente nell'"ufficio artistico, promozione e pubbliche relazioni" romano della CBS Italiana; successivamente torna alla musica come arrangiatore, produttore, musicista, cantante e ingegnere del suono. Inoltre suona il basso e canta nel gruppo di Renzo Arbore: in questa veste prende parte anche a Quelli della Notte, evento televisivo Cult, come componente della New Patetic Elastic Orchestra, oltre a varie altre mansioni artistiche.
Michele Bovi diventa giornalista.  Alla Rai sarà caporedattore centrale del TG2 e poi capostruttura dell'intrattenimento di Raiuno. 
Enzo Tarantino, il batterista, partecipò a un concerto di Carosone in sostituzione di Gennaro Di Giacomo (detto Gegè), restando poi nella realtà musicale di Roma e concludendo la sua carriera con la band romana Enjoying70 (dal 2004 al 2007) con i quali ha inciso anche un disco di cover anni 60 prima di ritirarsi dal palco.
Gli altri componenti si ritirano dall'attività musicale.

## Formazione
Ultima
- Kiko Fusco – pianoforte, tastiere, voce (1965-1970)
- Stefano Mercanti – chitarre, cori (1965-1970)
- Enzo Tarantino – batteria, cori (1965-1970)
- Maurizio Aloisi – basso (1969-1970)
- Michele Bovi – sax (1968-1970)
- Alberico Pironti – tromba (1968-1970)
- Claudio Leonardi – fagotto (1968-1970)

fondatore
- Mauro Chiari – basso, armonica blues/rock, voce (1965-1969)

## Discografia

### Album in studio
- 1967 – Il nostro punto di vista

### Singoli
- 1967 – La conta/Ricordo un ragazzo
- 1968 – Luna gialla/Se non hai niente da perdere
- 1969 – Il bianco e il nero/Io non vorrei